# Lilí Álvarez
Lilí Álvarez (właściwie Elia María González-Álvarez y López-Chicheri), (ur. 9 maja 1905 w Rzymie, zm. 8 lipca 1998 w Madrycie) – hiszpańska tenisistka, dziennikarka i pisarka.

## Życiorys
Elia Maria urodziła się w Rzymie, gdzie przebywali jej rodzice, z pochodzenia Hiszpanie. Wychowywała się w Szwajcarii i od najmłodszych lat lubiła sport. W wieku jedenastu lat wygrała pierwsze zawody w łyżwiarstwie. Kiedy miała szesnaście lat została mistrzynią w łyżwiarstwie w Sankt Moritz. Dwa lata wcześniej wygrała swój pierwszy turniej tenisowy. Młoda Hiszpanka uprawiała również narciarstwo alpejskie, jeździectwo, a nawet wyścig samochodowy, odnosząc w nich nie mniejsze sukcesy.
W okresie międzywojennym była czołową tenisistką hiszpańską, jedną z pierwszych Hiszpanek, które uprawiały tę dyscyplinę. W latach 1926–1928 osiągnęła trzy finały z rzędu w dziś najbardziej prestiżowym turnieju tenisowym, jakim jest Wimbledon. Dwukrotnie w tych meczach została pokonana przez Helen Wills Moody.
W 1924 reprezentowała swój kraj na igrzyskach w Paryżu, zajmując piąte miejsce w grze pojedynczej i grze mieszanej oraz ósme w grze podwójnej.
W 1929 roku wygrała pierwszy wielkoszlemowy turniej w grze podwójnej – były to międzynarodowe mistrzostwa Francji, razem z Holenderką Cornelią Bouman. W 1930 roku wygrała mistrzostwa Włoch, będące dziś turniejem WTA. Wówczas została pierwszą mistrzynią, a turniej rozgrywany był w Mediolanie. Obecnie ma on miejsce w Rzymie i jest jednym z ważniejszych włoskich turniejów tenisowych. Następną Hiszpanką, która wygrała ten turniej, była Conchita Martínez, mistrzyni z 1993 roku. W 1927 roku osiągnęła finał gry mieszanej French Open w parze z Billem Tildenem.
W tym samym roku opublikowała w Londynie książkę „Modern Lawn Tennis”.
W 1931 roku zaszokowała kibiców Wimbledonu, występując w podzielonej spódnicy, zaprojektowanej specjalnie dla niej przez Elsę Schiaparelli. Rozpoczęła współpracę dziennikarską z brytyjską gazetą „Daily Mail”, gdzie opisywała konflikty polityczne w Hiszpanii.
W 1934 roku Lili poślubiła francuskiego arystokratę i dyplomatę hrabiego Jean de Gaillard de la Valdene i przez trzy lata występowała w międzynarodowym cyklu tenisowym pod nazwiskiem męża. W 1939 roku straciła w wyniku poronienia swoje jedyne dziecko i wkrótce rozstała się z mężem. W 1941 roku powróciła do Hiszpanii, gdzie zajęła się pisaniem. Wydała książkę pod tytułem „Plenitud”. Pisała na tematy religijne i feministyczne, wciąż uprawiała sporty. Aktywnie angażowała się w działalność ruchu feministycznego (m.in. wygłosiła odczyt w czasie V kongresu feministycznego hiszpanoamerykańskiego w 1951 r.).
Zmarła w 1998 roku w Madrycie. Spoczywa na Cmentarzu Almudena.